# Handlande
En handling är någonting som personer utför, och begreppet används för att göra en skillnad mellan blotta händelser och utförda handlingar. Aristoteles skrev i Poetiken att vi betraktar handlingar som uttryck för någonting bakomliggande, såsom en avsikt eller mening. Sådant som kan utföra handlingar, till exempel djur och självstyrande robotar, kallas med ett gemensamt ord för agenter. Inom handlingsteorin diskuteras frågor som hur man skiljer mellan medvetna och omedvetna handlingar, vilka handlingar som är fria, och vilka handlingar man kan sägas vara moraliskt ansvarig för.